# Xinjiang Ice Sports Center
Het Xinjiang Ice Sports Center is een schaatshal op 1.710 meter hoogte in Ürümqi (Xinjiang, Volksrepubliek China) en is gebouwd in 2015. In januari 2016 is de baan officieel in gebruik genomen tijdens de 13e China Winter Games.
De baan ligt ongeveer 300 meter hoger dan de Utah Olympic Oval in Salt Lake City en 700 meter hoger dan de Olympic Oval in Calgary. Door de hoge ligging is het samen met de eerder genoemde Noord-Amerikaanse banen een van de drie ijsbanen waarop scherpere tijdslimieten voor deelname aan de wereldbeker schaatsen zijn gesteld.

## Grote kampioenschappen
Nationale kampioenschappen
- 2017 - CK afstanden

## Baanrecords
| Afstand        | Schaatser        | Land | Tijd     | Datum      |
| -------------- | ---------------- | ---- | -------- | ---------- |
| 500 m          | Gao Tingyu       | CHN  | 33,83    | 26-09-2021 |
| 1000 m         | Zhongyan Ning    | CHN  | 1.07,16  | 22-03-2023 |
| 1500 m         | Zhongyan Ning    | CHN  | 1.42,93  | 27-09-2021 |
| 5000 m         | Wu Yu            | CHN  | 6.21,57  | 20-03-2023 |
| 10.000 m       | Wu Yu            | CHN  | 13.19,20 | 23-03-2023 |
| 2×500 m        | Gao Tingyu       | CHN  | 69,910   | 18-12-2015 |
| Sprintvierkamp | Yang Tao         | CHN  | 140,710  | 18-03-2018 |
| Grote vierkamp | Kahanbai Alemasi | CHN  | 154,442  | 16-03-2018 |

| Afstand         | Schaatsster  | Land | Tijd    | Datum      |
| --------------- | ------------ | ---- | ------- | ---------- |
| 500 m           | Jin Jingzhu  | CHN  | 37,34   | 26-09-2021 |
| 1000 m          | Jin Jingzhu  | CHN  | 1.14,20 | 02-10-2021 |
| 1500 m          | Han Mei      | CHN  | 1.54,37 | 04-10-2021 |
| 3000 m          | Hao Jiachen  | CHN  | 4.04,12 | 01-10-2021 |
| 5000 m          | Ahenar Adake | CHN  | 7.12,43 | 04-10-2021 |
| 2×500 m         | Zhang Hong   | CHN  | 75,170  | 24-01-2016 |
| Sprintvierkamp  | Tian Ruining | CHN  | 154,010 | 18-03-2018 |
| Kleine vierkamp | Han Mei      | CHN  | 166,331 | 16-03-2018 |